# Zuzana Tučková
Zuzana Tučková, rozená Holočiová, (* 9. března 1977 Prachatice) je česká ekonomka a vysokoškolská učitelka, od roku 2018 děkanka Fakulty logistiky a krizového řízení Univerzity Tomáše Bati ve Zlíně (FLKŘ UTB). 

## Životopis
Narodila se v březnu 1977 v Prachaticích. V letech 1995 až 1998 absolvovala studium ekonomiky služeb a cestovního ruchu na Jihočeské univerzitě v Českých Budějovicích, konkrétně na její Zemědělské fakultě; získala bakalářský titul. V letech 1998 až 2000 si své vzdělání rozšířila studiem podnikové ekonomiky na Fakultě managementu a ekonomiky Univerzity Tomáše Bati ve Zlíně (zkratka FaMe UTB, tehdy však spadající pod VUT v Brně). Od roku 1998 trvale žije na Zlínsku. Po absolvování tohoto studia získala titul inženýr. V letech 2000 až 2001 studovala v doktorském studijním programu na Fakultě podnikatelské Vysokého učení technického v Brně, v letech 2000 až 2004 přitom úspěšně absolvovala doktorské studium na FaME UTB a získala tak titul Ph.D.
V roce 2004 začala po absolvování doktorského studia na FaME pracovat jako odborná asistentka na Ústavu podnikové ekonomiky. V roce 2013 se na Univerzitě Tomáše Bati ve Zlíně habilitovala v oboru ekonomika a řízení podniku. V roce 2018 byla zvolena děkankou Fakulty logistiky a krizového řízení Univerzity Tomáše Bati ve Zlíně, přičemž do té doby působila Tučková ve funkci proděkanky pro tvůrčí činnost a mezinárodní vztahy. Funkce se ujala v listopadu 2018, když vystřídala Jiřího Dostála. V roce 2022 funkci děkanky obhájila. V červnu 2024 byla jmenována profesorkou poté, co absolvovala profesorské řízení na Ekonomické fakultě Technické univerzity v Liberci. V roce 2025 působila na Ústavu logistiky na Fakultě logistiky a krizového řízení Univerzity Tomáše Bati ve Zlíně.
Jejím manželem je bývalý děkan FaME David Tuček, mají spolu tři děti.